# Realism (internationella relationer)
Realismen är en teoretisk inriktning inom internationella relationer, ett delämne inom statsvetenskapen. Realismen utgår från att det finns suveräna stater som alla i grunden har samma intressen, att skydda sin stat och därmed säkra sin fortsatta existens.
Denna form av realism skapar ett internationellt politiskt system där alla aktörer agerar utifrån sina egna preferenser, vilket leder till ett anarkiskt tillstånd där, för att låna Thomas Hobbes berömda idé om ”Allas krig mot alla”, där det inte finns någon lag som reglerar de internationella aktörerna. Den suveränitetsprincip som vi idag tar för given är sprungen ur denna teori. Realisterna menar att staten är den centrala aktören i det internationella spelet, där NGO:s, multinationella företag och individer har en mindre betydande makt. 
Tre huvudprinciper inom realismen sammanfattas ofta med orden stater, överlevnad och säkerhet för att betona hur internationella relationer handlar om stater och deras säkerhet samt hur statens egna överlevnad är den yttersta motivationen för dennes agerande.
Thukydides, Niccolò Machiavelli och Thomas Hobbes ses ofta som grundläggarna av denna statsvetenskapliga teori.[källa behövs]

## Historia
Niccolò Machiavelli kan med sin bok Fursten ses som en av de tidigaste teoretikerna som behandlar realismen. Detta skedde dock på individnivå och inte som senare teoretiker på en statlig nivå. Machiavellis tankar är ändå applicerbar på statlig nivå, där han menar att Fursten, som i detta fall både kan betyda den faktiska personen som regerar eller i modern betydelse som staten, alltid måste visa styrka mot sina undersåtar och fiender för att behålla makten. Visas svaghet så kommer någon av dina fiender attackera dig och ta din makt, eller i modern bemärkelse: ockupera din stat.
Också Thomas Hobbes är mycket inflytelserik på den moderna realismen genom sina tidiga diskussioner om makt och auktoritet. Människans beteende är egoistiskt och fokuserar enbart på den egna överlevnaden, som bäst tillfredsställs genom att skaffa sig själv fördelar gentemot andra.
Den här världsbilden anses av Björn Hettne vara en konsekvens av nationsbyggarprocessen i Europa efter westfaliska freden 1648 där nationalstaten först skapades. Detta skapade en rationalitet där makt utgjorde den viktiga faktorn mellan stater, då en svag stat lätt erövrades av en stark stat. Det är först här benämningen av realism som just realism dyker upp.

## Den internationella anarkin
Hobbes idé om "allas krig mot alla" fungerar som ett bra exempel på hur den internationella anarkin fungerar. Enbart genom att stater hävdar sig mot varandra, klarar de av att överleva. Realismen kan därför sägas vara anarkistisk, eftersom lagar och regler med få undantag inte fungerar på internationell nivå. Undantag gäller ifall dessa har en sanktionerande makt bakom sig, så förbrytaren får en påföljd. Denna sanktionerande makt kan exempelvis vara en supermakt, en stormakt eller en regional stormakt beroende på vilken nivå förbrytaren begår sina brott.
Därför är också den största och mest betydelsefulla aktören att studera inom internationella relationer just staten och dess agerande. Bristen på ett fungerande internationellt lagverk som reglerar staters beteende betyder också att krig i slutändan är oundvikligt och stater bör för att säkra sin överlevnad också räkna med att de kommer dras in i det. Skiftande allianser ses ofta som ett sätt att förhindra att en stat blir för stark och därför kan hota alla andra. Exempel på detta finns bland annat i Europa i under 1800-talet.

## Maktbegreppet
Staters makt är inom realismen ett nollsummespel där en stats ökande makt innebär andra staters minskande makt. Realister ser också hård makt som den viktigaste formen av makt och kan mätas i militär styrka, befolkning eller ekonomi. Makten är dock ändå relativ till kontexten, och bara för att exempelvis en militär makt i absoluta tal är större än en motståndare är detta inget som garanterar seger. Realister använder detta för att förklara USA:s förlust i Vietnamkriget där taktik och opinion i de olika länderna vägde mer än deras skillnad i militär styrka.

## Kritik
Flera andra teoretiska inriktningar inom internationella relationer har stora mängder kritik mot realismen. Exempelvis så kan dess enkelhet, som av förespråkarna ses som en av realismens styrkor, också ses som dess stora svaghet. Världen är för komplex för att kunna förenklas så mycket som realismen vill och missar därför viktiga nyanser och lagar i samhällen. Realismen kan inte heller förklara vilka beslut representanter från stater kommer att ta, även om den i efterhand kan förklara varför de togs. Även om detta kanske inte är en fullt vetenskaplig del av kritiken är det ändock en kritik mot dess användbarhet i praktiken.
Realismen kan också kritiseras för att uppmuntra en trångsynt nationalistisk syn på världen som sätter folkgrupper mot varandra, trots att folkgruppen aldrig existerat i all evighet.

## Betydelsefulla teoretiker
Betydelsefulla teoretiker inom den realistiska traditionen inkluderar John Mearsheimer, Kenneth Waltz och Niccolò Machiavelli.